# Moussoumourou
Moussoumourou är en ort i Burkina Faso.   Den ligger i regionen Cascades, i den sydvästra delen av landet, 400 km sydväst om huvudstaden Ouagadougou. Moussoumourou ligger 304 meter över havet och antalet invånare är 1 108.
Terrängen runt Moussoumourou är platt. Runt Moussoumourou är det glesbefolkat, med 9 invånare per kvadratkilometer.. Närmaste större samhälle är Kassandé, 18,1 km öster om Moussoumourou. 
Omgivningarna runt Moussoumourou är en mosaik av jordbruksmark och naturlig växtlighet.